# Cynometra insularis
Cynometra insularis é uma espécie vegetal da família Fabaceae.
Apenas pode ser encontrada no Fiji.